# Kan Hinuchit
Kan Hinuchit (hebr. ‏חינוכית כאן‎) – kanał izraelskiego nadawcy publicznego Israeli Public Broadcasting Corporation, który rozpoczął nadawanie 15 sierpnia 2018. Obecnie nadaje oryginalne programy oraz istniejące programy poprzednika Israeli Education Television (IETV), a także zapewnia nowe sezony dla niektórych z nich. Cała zawartość została kupiona od stron trzecich, w przeciwieństwie do IETV, który wyprodukował wiele swoich programów we własnym zakresie.

## Historia
W następstwie reformy nadawania publicznego zainicjowanej przez rząd i zatwierdzonej przez Kneset latem 2014 roku Israel Broadcasting Authority został zastąpiony w 2017 przez Israeli Public Broadcasting Corporation (IPBC/KAN).
15 sierpnia 2018 roku Israeli Education Television została zamknięta i została zastąpiona przez nowy kanał dla dzieci i młodzieży o nazwie Kan Hinuchit.